# غرب الیگانی (پیتسبرگ)
غرب الیگانی (پیتسبورگ) (به انگلیسی: Allegheny West (Pittsburgh)) یک منطقهٔ مسکونی در ایالات متحده آمریکا است که در پنسیلوانیا واقع شده‌است.

## نگارخانه

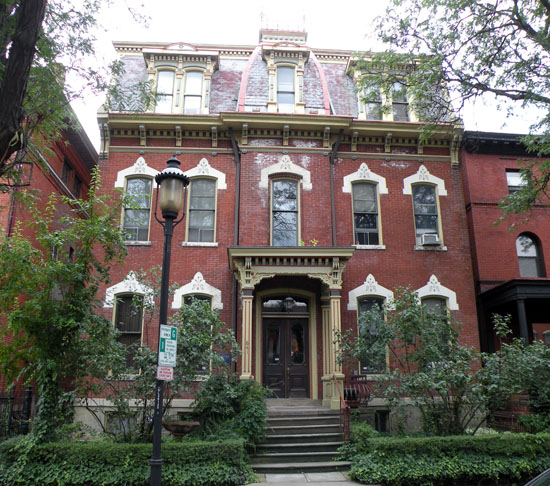
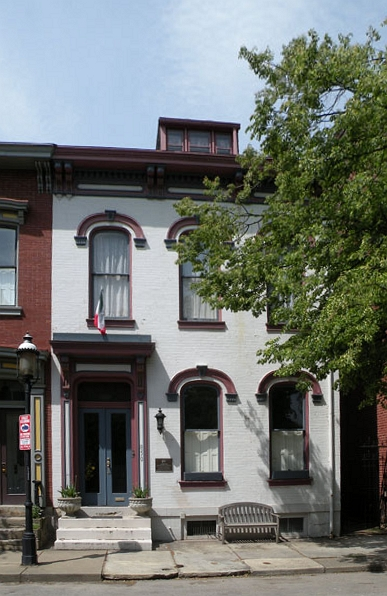
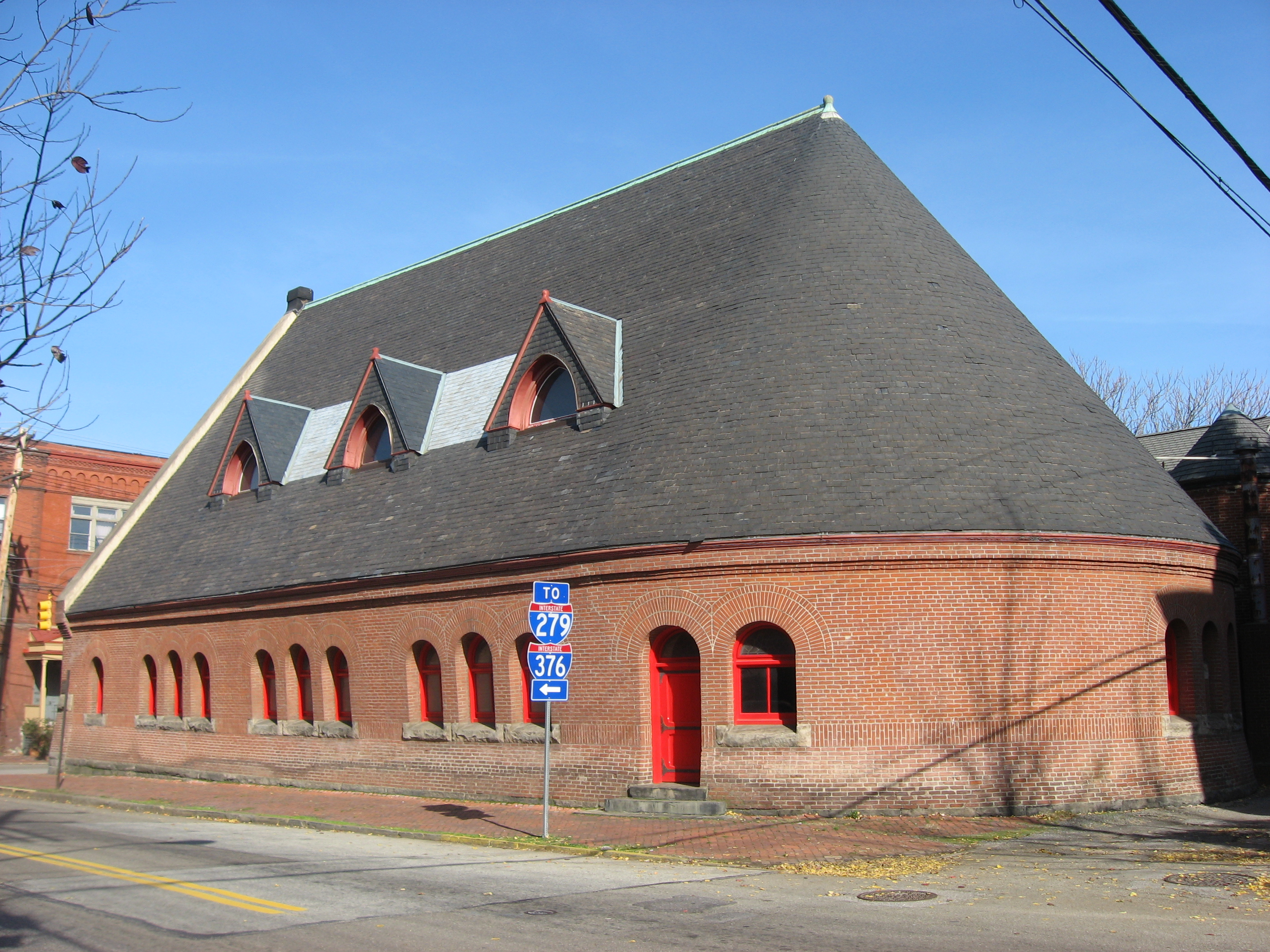
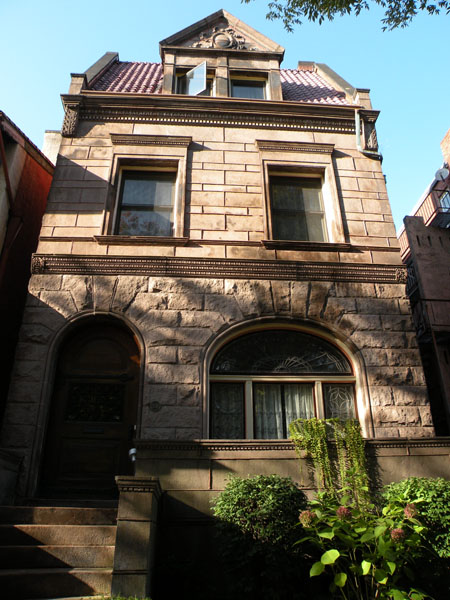
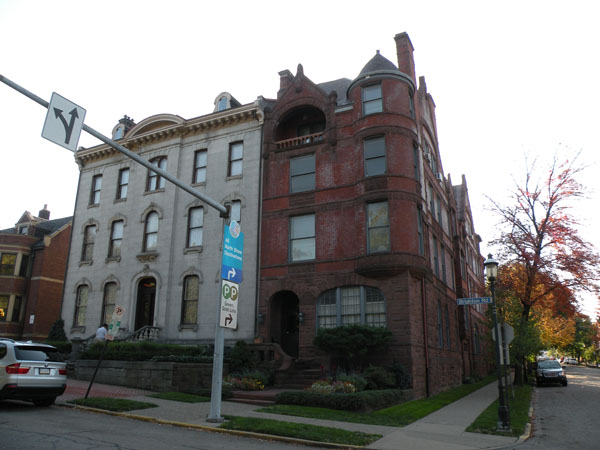
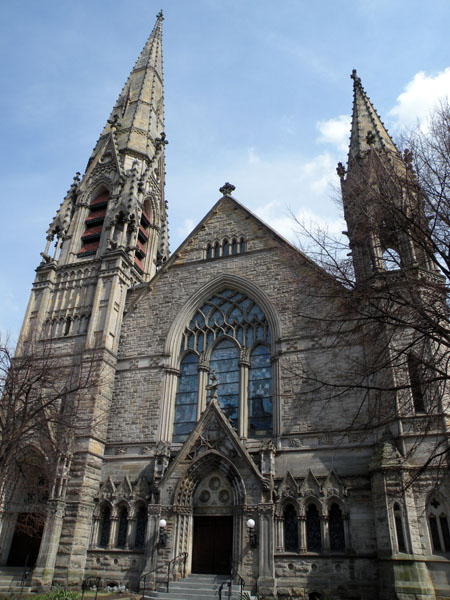
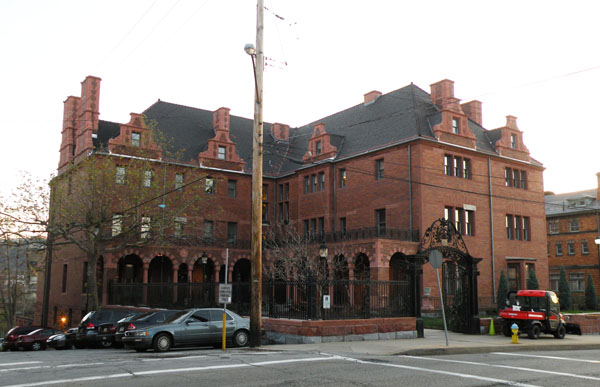
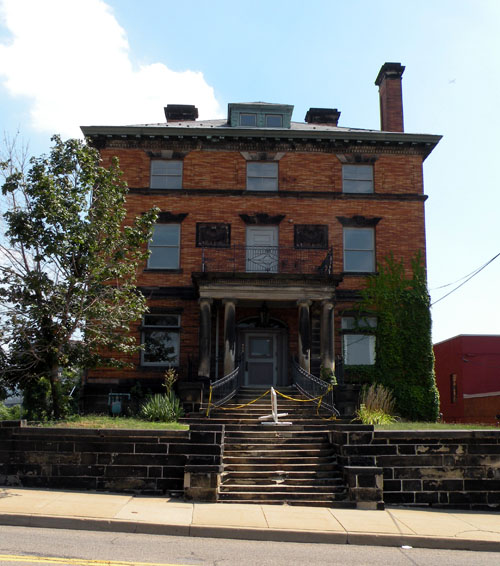
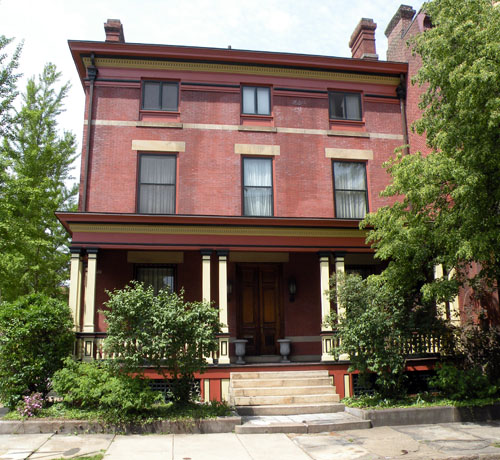
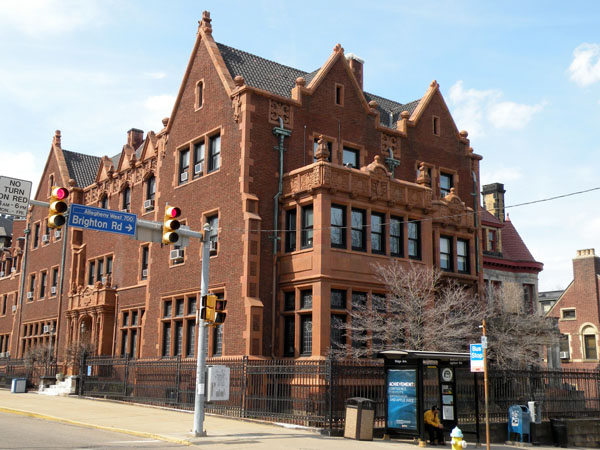
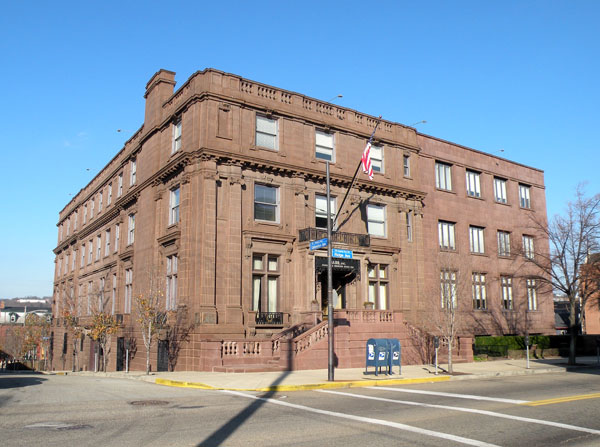
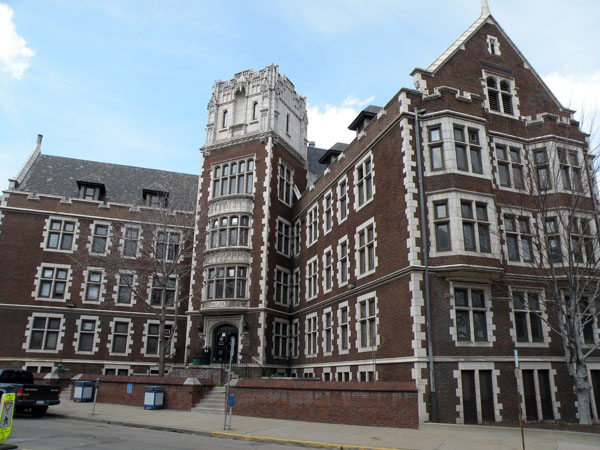

## خصوصیات
غرب الیگانی ۴۶۲ نفر جمعیت دارد.